# Bozoljin
Bozoljin (izvirno srbsko Бозољин) je naselje v Srbiji, ki je središče istoimenske občine; slednja pa je del Rasinskega upravnega okraja.

## Demografija
V naselju živi 121 polnoletnih prebivalcev, pri čemer je njihova povprečna starost 54,7 let (50,0 pri moških in 61,0 pri ženskah). Naselje ima 52 gospodinjstev, pri čemer je povprečno število članov na gospodinjstvo 2,48.
To naselje je popolnoma srbsko (glede na rezultate popisa iz leta 2002), a v času zadnjih treh popisov je opazno zmanjšanje števila prebivalcev.
|  |

| Demografija | Demografija     | Demografija     |
| Leto        | Št. prebivalcev | Št. prebivalcev |
| ----------- | --------------- | --------------- |
|             |                 |                 |
|             |                 |                 |
|             |                 |                 |
|             |                 |                 |
| 1948        | 274             |                 |
| 1953        | 323             |                 |
| 1961        | 376             |                 |
| 1971        | 369             |                 |
| 1981        | 264             |                 |
| 1991        | 172             | 172             |
| 2002        | 129             | 129             |
|             |                 |                 |

| Etnična sestava po popisu iz leta 2002 | Etnična sestava po popisu iz leta 2002 | Etnična sestava po popisu iz leta 2002 | Etnična sestava po popisu iz leta 2002 | Etnična sestava po popisu iz leta 2002 |
| -------------------------------------- | -------------------------------------- | -------------------------------------- | -------------------------------------- | -------------------------------------- |
| Srbi                                   | Srbi                                   |                                        | 129                                    | 100,0%                                 |
| Neznano                                | Neznano                                |                                        | 0                                      | 0,0%                                   |